# 라모나 갈라르사

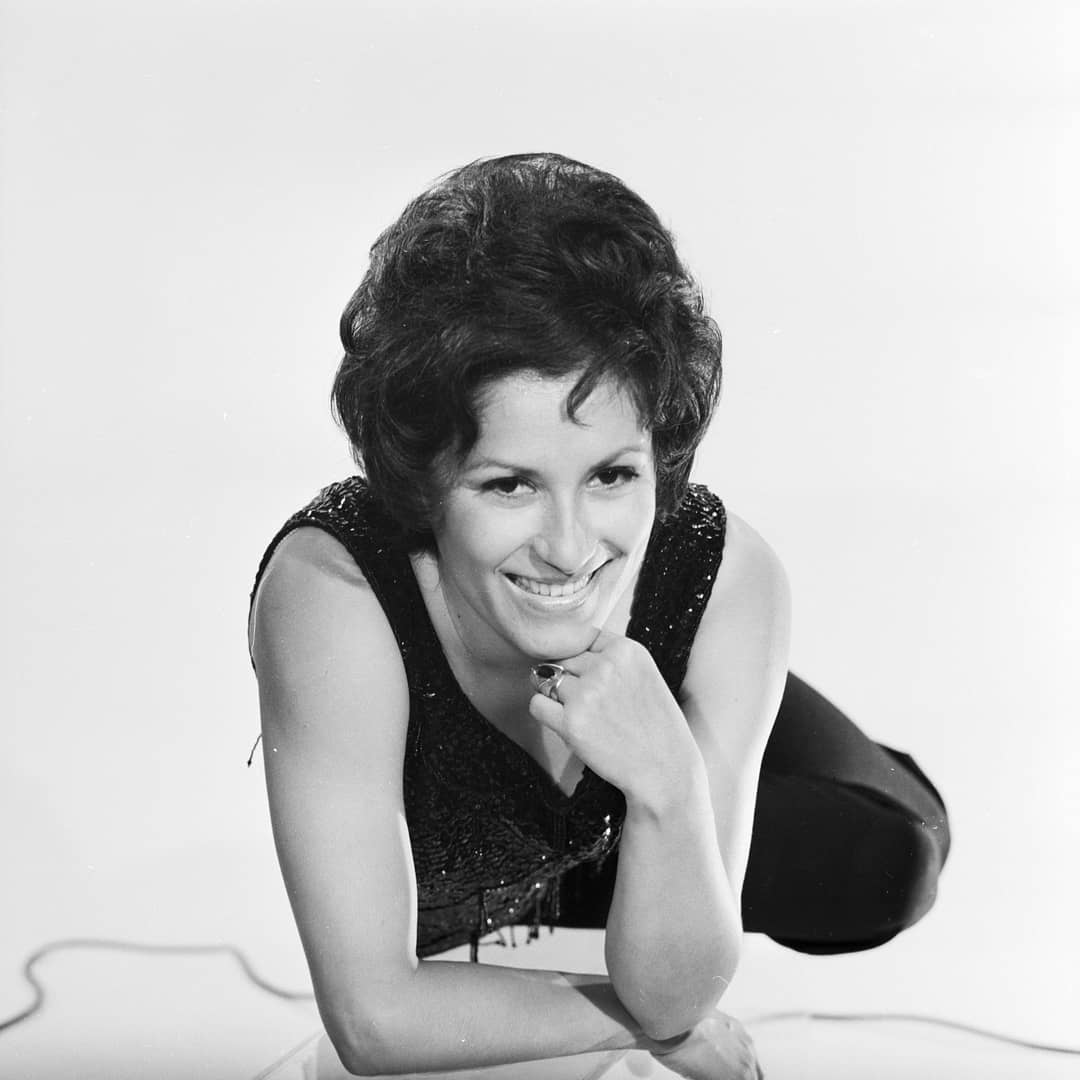

라모나 갈라르사(Ramona Galarza, 1940년 ~ )는 아르헨티나의 여성 폴크로레 가수이다.
코리엔테스주의 코리엔테스 시에 태어났으며, 1955년에 데뷔한 뒤 1957년에는 영화에 출연해 주제가를 불렀다. 음반의 첫 취입은 그 다음 해에 하였다. 1960년 경에는 인기가수로 각광을 받았다. 그녀는 이른바 리토라레냐와 파라과이의 노래만 부르는 특이한 존재이나, 그녀의 출연과 리토라레냐의 유행이 동시에 일어났기 때문에 각각이 서로 어울려 급속한 성공을 거두었다. 여자다움이 노래의 마디마디에 감도는 호감가는 가수이다.